# تاكو إيشيهارا
تاكو إيشيهارا (باليابانية: 石原 卓) (3 أكتوبر 1988 في آيتشي في اليابان – )؛ هو لاعب كرة قدم ياباني سابق كان يلعب كلاعب وسط.

## وصلات خارجية
- تاكو إيشيهارا على موقع الاتحاد الأوربي (الإنجليزية)
- تاكو إيشيهارا على موقع رابطة كرة القدم اليابانية للمحترفين (اليابانية)
- تاكو إيشيهارا على موقع قاعدة بيانات كرة القدم.إي يو (الإنجليزية)
- تاكو إيشيهارا على موقع Soccerway.com (الإنجليزية)
- تاكو إيشيهارا على موقع عالم كرة القدم.نت (الإنجليزية)